# 淨土五經一論
淨土五經一論是漢傳佛教淨土宗修行主要根據的經典，起初為三經一論：
淨土三經即為三部阿弥陀佛經典的合稱：
1. 《佛說阿彌陀經》——亦稱《小阿彌陀經》；
2. 《觀無量壽佛經》——亦稱《觀阿彌陀經》，簡稱《觀經》；
3. 《無量壽經》——亦稱《大阿彌陀經》。

一論為天親菩薩所造《往生論》。
後來又加了兩部經的部份經品：
1. 《華嚴經‧普賢菩薩行願品》——清代咸豐年間的魏源（魏默深）居士將之附在三經之後，成為淨土第四經；
2. 《楞嚴經‧大勢至菩薩念佛圓通章》——清末民初時印光大師又將之列入，為淨土第五經。

從此這五經一論確定為淨土宗修行的參考經典。

## 外部連結
- （繁體中文）淨土宗五經一論相關 MP3 （页面存档备份，存于）, 財團法人佛陀教育基金會